# Unai Hualde
Unai Hualde Iglesias (Alsasua, 25 de julio de 1976) es un abogado y político español del Partido Nacionalista Vasco y Geroa Bai, diputado en el Parlamento de Navarra y presidente del mismo desde 2019.

## Biografía
Se licenció en Derecho en la Universidad de Deusto y tiene un máster en Gestión de Personal. Trabajó como abogado en el sector privado como asesor legal en el área de Derecho Público y Administrativo.
Se convirtió en miembro del Partido Nacionalista Vasco en 1999 y desde 2015 es el presidente del Napar Buru Batzar, una de las cinco comisiones ejecutivas del Euzkadi Buru Batzar del PNV.
Fue alcalde de Alsasua por Nafarroa Bai desde 2007 a 2011. En 2015 se convirtió en parlamentario del Parlamento de Navarra con Geroa Bai, donde fue vicepresidente primero de la mesa del parlamento.
Desde 2019 es el presidente del Parlamento Foral de Navarra.